# Min vilde forvandling (Oversigt)
|  | Denne artikel er oprettet af botten Steenthbot ud fra en ekstern database. Den kan derfor have sproglige fejl eller mangler. Denne skabelon kan fjernes efter kontrol af indholdet. |

Min vilde forvandling (Oversigt) er en dansk dokumentarserie fra 2022 instrueret af Julie Bezerra Madsen.

## Handling
I dokumentarserien følger vi Max og Bastian fra de er 12 til 14 år. Udadtil ligner de to helt almindelige teenagere, men i virkeligheden er de begge i tvivl om deres køn. Max er født som pige, men er lige sprunget ud som transkønnet dreng. Bastian er født som dreng, men er begyndt at føle sig som en pige. Hvordan finder man ud af hvem man er når krop og sind er i konstant forandring? Og kan man være noget midt mellem kønnene? Max og Bastian flyver gennem den turbulente overgang fra barn til teenager, hvor store eksistentialistiske spørgsmål skaber kaos indeni. Skal jeg stoppe min pubertet og skifte køn? Hvad nu hvis jeg fortryder?